# Quarterly Journal of Austrian Economics
Quarterly Journal of Austrian Economics (QJAE) es una revista fundada en 1998 trimestral publicada por el Transaction Periodicals Consortium y el Mises Institute. como una continuación de Review of Austrian Economics, fundada por Murray Rothbard en 1987 y editada por Rothbard, Hans-Hermann Hoppe, Walter Block, y Joseph Salerno, que se publicó hasta 1997.
Según la web del Instituto Mises,

La misión [de la QJAE] ahora, que ya era al momento de su adopción por Rothbard, es "promover el desarrollo y la extensión de la economía austriaca y promover el análisis de temas contemporáneos en la corriente principal de la economía desde una perspectiva austríaca."

Joseph Salerno es editor de la revista, Jeffrey M. Herbener que actúa como editor asociado, y Mark Thornton como reseñador de libros. La redactora jefe de QJAE, al igual que de Journal of Libertarian Studies, es Judith Thommesan del LvMI.